# Brandon Carter
Brandon Carter FRS (Austrália, 1942) é um físico teórico australiano. Conhecido por seu trabalho sobre as propriedades dos buracos negros e por ser o primeiro a denominar e usar o princípio antrópico em sua forma atual. É pesquisador do campus de Meudon do Laboratoire Univers et Théories, parte do Centre national de la recherche scientifique (CNRS).
Estudou na Universidade de Cambridge, onde obteve um doutorado em 1967, orientado por Dennis William Sciama. Encontrou a solução exata das equações geodésicas para a solução do eletrovácuo Kerr-Newman, e a extensão analítica máxima desta solução. No processo, descobriu a extraordinária quarta constante de movimento e o tensor de Killing–Yano. Juntamente com Werner Israel e Stephen Hawking provou parcialmente o teorema da calvície em relatividade geral, estabelecendo que todos os buracos negros estacionários são completamente caracterizados por massa, carga e momento angular. Mais recentemente, Carter, Chachoua e Chamel (2005) formularam uma teoria relativística de deformação elástica em estrelas de nêutrons.
Foi eleito membro da Royal Society em 1981.

## Publicações selecionadas
- Carter, B. (1968). «Global structure of the Kerr family of gravitational fields». Phys. Rev. 174 (5): 1559–1571. Bibcode:1968PhRv..174.1559C. doi:10.1103/PhysRev.174.1559
- Carter, B. (1968). «Hamilton-Jacobi and Schrödinger separable solutions of Einstein's equations». Commun. Math. Phys. 10 (4): 280–310
- Carter, B. (1970). «An axisymmetric black hole has only two degrees of freedom». Phys. Rev. Lett. 26 (6): 331–333. Bibcode:1971PhRvL..26..331C. doi:10.1103/PhysRevLett.26.331
- Carter, B.; & Hartle, J. B. (Editors) (1987). Gravitation in astrophysics, Cargese, 1986. New York: Plenum Press. ISBN 0-306-42590-4
- Carter, B.; & Chachoua, Elie & Chamel, Nicolas (2006). «Covariant Newtonian and Relativistic dynamics of (magneto)-elastic solid model for neutron star crust». General Relativity and Gravitation. 38: 83–119. Bibcode:2006GReGr..38...83C. arXiv:gr-qc/0507006. doi:10.1007/s10714-005-0210-0